# Lewis (rivière de Washington)
Pour les articles homonymes, voir Lewis.
La Lewis (anglais : Lewis River) est un affluent du fleuve Columbia, d'environ 153 kilomètres de long, au sud-ouest de l'État de Washington, aux États-Unis. Prenant sa source au mont Adams, elle draine une partie de la chaîne des Cascades au nord du cours du Columbia.
Le bassin versant de la rivière Lewis couvre environ 2 709 kilomètres carrés. Le débit moyen annuel de la rivière est d'environ 173 mètres cubes par seconde. Sur son cours on trouve notamment le lac Merwin et le lac Yale.
Contrairement au comté de Lewis proche, la Lewis n'est pas nommée d'après Meriwether Lewis mais d'après A. Lee Lewis, un des premiers colons qui s'installa près de l'embouchure de la rivière.